# Saroo Brierley
Pour les articles homonymes, voir Brierley.
Saroo Brierley, né Sheru Munshi Khan le 15 juin 1981 à Ganesh Talai, un faubourg de Khandwa (Madhya Pradesh, Inde), est un auteur australien d'origine indienne.

## Biographie
Le jeune Saroo, à l'âge de cinq ans, est accidentellement séparé de sa famille. À la recherche de sa mère et de son grand frère, il endure les dures épreuves en traversant l'Inde. Il est ensuite adopté par un couple d’Australiens habitant 
Hobart, en Tasmanie.
Désirant retrouver sa famille biologique, il recherche son village natal au moyen des images de Google Earth, ce qui lui permet de le localiser en 2011 et de rencontrer sa mère l'année suivante, après 25 ans de séparation.

## Autobiographie et adaptation cinématographique
Saroo Brierley a attiré l'attention des médias internationaux, en particulier en Australie et en Inde, par son récit autobiographique, A Long Way Home (Je voulais retrouver ma mère), d'abord publié en 2013 en Australie et diffusé à l'étranger dès l'année suivante. Ce livre est adapté au cinéma dans le film Lion en 2016, son propre rôle à l'âge de jeune adulte étant interprété par l'acteur britannique d'origine indienne Dev Patel et celui de sa mère adoptive, Sue Brierley par Nicole Kidman.